# الشيطان يغني
الشيطان يغني فيلم من إنتاج عام 1984 وهو فيلم اثاره وتشويق من إخراج ياسين إسماعيل ياسين، من بطوله محمود ياسين وبوسى وفاروق الفيشاوي وليلى علوي وصلاح السعدني ومريم فخر الدين ووحيد سيف.

## القصة
تبدا احداث الفيلم من احتفال عاصم لطفى المؤلف المعروف مع زوجته بريهان التي كانت معيده بقسم الطب النفسي بعيد زواجهما، ويحضر الاحتفال سلوى اخت بريهان الصغرى ولكنها اعتذرت وغادرت الحفل بمقابله خطيبها الدكتور محى الطبيب النفسى، وكان في الحفل جلاب ناشر روايات عاصم، وفي أثناء الحفل ياتى شخص يدعى كارم سلامه ويطلب مقابله عاصم ويعطيه ظرف يغضب عاصم عندما يفتحه ويسأله من إعطاء هذا الظرف فيجيبه قائلا إنه لايعرف شى سوى أنه قابل شابا أمام المنزل وطلب منه إعطائه هذا الظرف، ومن ناحيه أخرى تبدو علاقه بريهان بأمها متوتره، رغم محاولات الام تخفيف التوتر، يبدأ عاصم الذي يستعجله جلاب الناشر بكتابه روايه جديده عن (أوديب في العصر الحديث)، ولكن تتعثر الأفكار لدى عاصم فيسافر الإسكندرية للراحه، فيزوره شابا يدعى عماد عبد الفتاح في الشاليه ويخبره بأنه يريد أن يكلمه في مسألة هامه ويخبره بأنه كاتب مثله ولكنه تسرق أفكاره من طريق حاله اتصال ذهنى بينه وبين عاصم لطفى وهي أن عماد يفكر اولا ولكن الفكرة تصل إلى عاصم وينفذها هو، وإذا لم يفكر هو فلا يستطيع عاصم فعل شى !!!!!!!

## طاقم العمل
- محمود يس / عاصم لطفى
- بوسى / بريهان
- فاروق الفيشاوي/ عماد عبد الفتاح
- ليلى علوى/ سالى
- مريم فخر الدين/ أم بريهان وسالى
- وحيد سيف/ جلاب
- يس إسماعيل يس/ مخرج
- عاطف السيسى / مساعد مخرج
- إنتاج / فيفنا فيلم
- تأليف / يس إسماعيل يس
- المادة العلميه / د.عادل صادق
- موسيقى تصويريه / ميشيل المصرى

## وصلات خارجية
- الشيطان يغني على موقع الدهليز
- الشيطان يغني على موقع قاعدة بيانات الأفلام العربية
- الشيطان يغني على موقع قاعدة بيانات الفيلم (الإنجليزية)
- الشيطان يغني على موقع ليتربوكسد (الإنجليزية)